# أنخيل بارا
أنخيل بارا (بالإسبانية: Ángel Parra)‏ هو مغني وكاتب أغاني تشيلي، ولد في 27 يونيو 1943 في فالبارايسو في تشيلي، وتوفي في 11 مارس 2017 في باريس في فرنسا بسبب سرطان.
, ابن فيوليتا بارا ولويس سيريسيدا أريناس، وشقيق إيزابيل بارا. كان لقبه المدني الرئيسي هو سيريسيدا، لكنه كان يؤدي تحت لقب والدته بارا. سافر إلى الخارج للمساعدة في الحفاظ على تقليد Nueva Canción في مجتمعات المغتربين التشيليين في أوروبا وأمريكا الشمالية وأستراليا. ابنه أنخيل سيريسيدا أوريغو، المعروف أيضًا باسم أنخيل بارا، هو عازف الجيتار الرئيسي لفرقة Los Tres.

## وصلات خارجية
- أنخيل بارا على موقع IMDb (الإنجليزية)
- أنخيل بارا على موقع ميوزك برينز (الإنجليزية)
- أنخيل بارا على موقع أول ميوزيك (الإنجليزية)
- أنخيل بارا على موقع ديسكوغز (الإنجليزية)
- أنخيل بارا على موقع قاعدة بيانات الفيلم (الإنجليزية)